# Promozione Umbria 1983-1984
Nella stagione 1983-1984 la Promozione era il sesto livello del calcio italiano ed il primo a livello regionale.
Il campionato era strutturato in vari gironi all'italiana su base regionale, gestiti dai Comitati Regionali di competenza. Promozioni alla categoria superiore e retrocessioni in quella inferiore non erano sempre omogenee; erano quantificate all'inizio del campionato dal Comitato Regionale secondo le direttive stabilite dalla Lega Nazionale Dilettanti, ma flessibili in relazione al numero delle società umbre retrocesse dal Campionato Interregionale, per quanto riguarda la zona retrocessione .
Qui vi sono le statistiche relative al campionato in Umbria.

## Aggiornamenti
Fusione:
- U.P. Narnese ed U.D.A. Sport Narni in A.S. Narnese.

## Squadre partecipanti
| Squadra       | Città (provincia)                  | Stagione 1982-1983                       |
| ------------- | ---------------------------------- | ---------------------------------------- |
| Bevagna       | Bevagna (PG)                       | 12º in Promozione Umbra                  |
| Deruta        | Deruta (PG)                        | 13º in Promozione Umbra                  |
| Grifo Cannara | Cannara (PG)                       | 3º in Promozione Umbra                   |
| Gualdo        | Gualdo Tadino (PG)                 | 14º in Promozione Umbra                  |
| Julia Spello  | Spello (PG)                        | 6º in Promozione Umbra                   |
| Magione       | Magione (PG)                       | 9° in Promozione Umbria                  |
| Mar.Col.      | Marcellano di Gualdo Cattaneo (PG) | 8º in Promozione Umbra                   |
| Narnese       | Narni (TR)                         | 10º in Promozione Umbra                  |
| Orvietana     | Orvieto (TR)                       | 11° in Promozione Umbra                  |
| Pianello      | Pianello di Perugia                | 1º in Prima Categoria Umbra/B, promosso  |
| Ponte Felcino | Ponte Felcino di Perugia           | 2º in Prima Categoria Umbra/A, promosso  |
| Spoleto       | Spoleto (PG)                       | 4º in Promozione Umbra                   |
| Tavernelle    | Tavernelle di Panicale (PG)        | 5º in Promozione Umbra                   |
| Tiberis       | Umbertide (PG)                     | 2º in Promozione Umbra                   |
| Todi          | Todi (PG)                          | 1º in Prima Categoria Umbria/A, promosso |
| Valfabbrica   | Valfabbrica (TR)                   | 2º in Prima Categoria Umbra/B, promosso  |

## Classifica finale
|  | Pos. | Squadra       | Pt | G  | V  | N  | P  | GF | GS | DR  |
|  | ---- | ------------- | -- | -- | -- | -- | -- | -- | -- | --- |
|  | 1.   | Tiberis       | 44 | 30 | 18 | 8  | 4  | 41 | 14 | +27 |
|  | 2.   | Julia Spello  | 41 | 30 | 15 | 11 | 4  | 40 | 20 | +20 |
|  | 3.   | Spoleto       | 41 | 30 | 14 | 13 | 3  | 31 | 13 | +18 |
|  | 4.   | Mar.Col.      | 40 | 30 | 16 | 8  | 6  | 44 | 22 | +22 |
|  | 5.   | Deruta        | 33 | 30 | 13 | 7  | 10 | 39 | 26 | +13 |
|  | 6.   | Narnese       | 32 | 30 | 10 | 12 | 8  | 38 | 32 | +6  |
|  | 7.   | Gualdo        | 31 | 30 | 12 | 7  | 11 | 34 | 37 | -3  |
|  | 8.   | Grifo Cannara | 30 | 30 | 10 | 10 | 10 | 31 | 26 | +5  |
|  | 9.   | Todi          | 30 | 30 | 10 | 10 | 10 | 30 | 28 | +2  |
|  | 10.  | Pianello      | 29 | 30 | 8  | 13 | 9  | 29 | 36 | -7  |
|  | 11.  | Valfabbrica   | 28 | 30 | 8  | 12 | 10 | 40 | 34 | +6  |
|  | 12.  | Ponte Felcino | 27 | 30 | 8  | 11 | 11 | 25 | 26 | -1  |
|  | 13.  | Magione       | 23 | 30 | 6  | 11 | 13 | 22 | 37 | -15 |
|  | 14.  | Orvietana     | 23 | 30 | 7  | 9  | 14 | 22 | 42 | -20 |
|  | 15.  | Tavernelle    | 17 | 30 | 7  | 3  | 20 | 25 | 61 | -36 |
|  | 16.  | Bevagna       | 11 | 30 | 2  | 7  | 21 | 13 | 46 | -33 |

Legenda:

      Promossa nel Campionato Interregionale 1984-1985.
      Retrocessa in Prima Categoria Umbra 1984-1985.
Note:

Due punti a vittoria, uno a pareggio, zero a sconfitta.